# Nordisk mytologi
Nordisk mytologi er den overordnede betegnelse for de myter, legender og forestillinger om overnaturlige væsener, der var relateret til den før-kristne nordiske religion. Den har rødder langt tilbage i tiden, men den kendes kun i detaljer fra vikingetiden. Mytologien bestod af fortællinger, som handlede om guders liv og deres virke i verden. Myterne handlede ikke kun om gudernes liv og deres konflikter med andre grupper af guddommelige væsener, men de er også vidnesbyrd om de oplevelser mytefortællerne selv havde i deres liv. Mytologien blev til i et bestemt miljø, og det bestemte de temaer fortællingerne handlede om. De nordiske myter fortæller derfor om menneskets egen evige overlevelseskamp med naturen, om slægters konflikter med andre slægter, og om de sociale spændinger, der var i det menneskelige samfund, selvom disse beskrives som begivenheder i en overnaturlig sfære.
Der fandtes ingen normative tekster, og det materiale, der er bevaret til i dag, er en række mere eller mindre tilfældigt sammenstillede kilder. Det er ud fra dem man har lavet en forskningsmæssig rekonstruktion. Forsker i nordisk religion Jens Peter Schjødt betegner det som et i realiteten generaliseret idealbillede. Nogle af de mytologiske forestillinger og historier kom på den måde til at leve videre i folkloren. Nogle få elementer har på denne måde endda kunnet overleve helt frem til moderne tid; det drejer sig dog mest om forestillinger om mindre betydningsfulde mytologiske skikkelser, fx alfer, vætter, nisser og trolde. Som led i en international nyhedensk strømning, er der i de senere år opstået forskellige grupper, der forsøger at genskabe en religion (Asetro) baseret på den nordiske mytologi.
De myter, som er blevet overleveret til vore dage, blev nedskrevet af kristne forfattere i middelalderen. I før-kristen tid blev de overleveret som mundtlige fortællinger, der blev fortalt videre, fra slægtled til slægtled. Religionsskiftet betød, at mytologien langsomt uddøde som levende tradition, da de institutioner, der understøttede den, forsvandt. Samtidigt blev den overleverede mytologi kun bevaret pga. den teknik, som kristendommen bragte med sig. I middelalderen var skrivning på pergament nemlig nært knyttet til de kirkelige institutioner, og de personer, der nedskrev mytologien, blev næsten med sikkerhed uddannet et sådant sted.

## Historisk baggrund
For vikingetiden er det svært at lave en klar geografisk afgrænsning af Norden, og derved for mytologiens udbredelse. Grænserne var flydende, og når man bevægede sig væk hjemmefra blev de kulturelle forskelle større, og gradvist nåede man ind i et nyt kulturområde. Men trods de store lokale forskelligheder fandtes der en særskilt mytologi og kultur, der blev holdt sammen af det fælles nordiske sprog. Overordnet set udgør den nordiske mytologi en forholdsmæssig ensartet betydningsmæssig verden, der igen er del af et større germansk fællesskab, og længere ude indoeuropæisk.
Den nordiske mytologi byggede hovedsageligt på den ældre germanske; de hedenske guders navne var nært beslægtede i hele det nordvestlige Europa. Det sparsomt overleverede materiale, som stammer fra det germanske område i Nord- og Vesteuropa, viser et nært slægtskab mellem mytologierne. Kristendommen blev den dominerende religion i både det angelsaksiske England og i Tyskland flere hundrede år tidligere end den gjorde i Norden. Den traditionelle hedenske religion blev derfor undertrykt på et tidligere tidspunkt, og inden den hedenske tradition nåede at blive nedskrevet, som de blev i Norden. Af den grund stammer vores viden om de germanske myter hovedsageligt fra middelalderlige litterære kilder fra Skandinavien og Island.
Billeder fra bronzealderen kan forestille tidlige udgaver af kendte guder. Fx er den store mand, som bærer en økse, kendt fra flere helleristninger, identificeret som Thor. Men de kan ikke tolkes ved hjælp af de skriftlige kilder, og derfor kan der ikke etableres en sikker forbindelse mellem bronzealderens og vikingetidens mytologi. De tydelige paralleller mellem solvognen og Skinfaxemyten kan muligvis tolkes som en årtusinder gammel "efterklang" i vikingetiden. Fra jernalderen er der overleveret få og fragmentariske levn til germanske forestillinger og myter, og ud fra dem, kan der påvises en tydelig kontinuitet mellem religionen blandt sydgermanerne fra 1. århundrede e.v.t. til nordgermanerne omkring 1000 e.v.t. Ikonografiske studier af det arkæologiske materiale har påvist en tydelig litterær og motivmæssig kontinuitet fra 500-tallet til 1200-tallet i et område, der omfattede Sverige, Norge, Danmark og England. Arkæologen Lotte Hedeager mener, at det tyder på, at de vigtigste myter i den nordiske mytologi grundlæggende blev overleveret i nogenlunde uændret form gennem hele perioden. Sandsynligvis var den i begyndelsen af perioden kun udtryk for en tradition, der var udbredt indenfor et fåtalligt aristokrati, og først senere nåede den brede befolkning, i hvert fald i Norge og på Island. Germansk kultur var ikke den eneste påvirkning på Norden. Komparative studier har påvist elementer fra såvel keltisk mytologi som samisk eller snarere finsk-ugrisk mytologi; indtil middelalderen var finsk-ugrisk kultur udbredt langt ned i Sydsverige og Norge. Intet tyder dog på, at samisk bjørnekult, laksekult og samiske jagtguder var udbredt i den nordiske kultur.
I vikingtiden havde nordboen ikke noget særegent navn for sin tro. Først i møde med kristendommen kom begrebet forn sið (= fordum skik, gammel skik) om norrøn tro i modsætning til nýr siðr (= ny skik) om kristendommen.

## Formidling og overlevering
Den europæiske lærdomstradition blomstrede i Island i perioden lige efter religionsskiftet, og samtidig opstod der en interesse for den skandinaviske fortid, så derfor blev mange af de traditionelle fortællinger nedskrevet og dermed bevaret for eftertiden. John Lindow foreslår, at denne indsamling og nedskrivning af den gamle mytologi er blevet inspireret af kristne tekster, fx Klemens saga. I den er der ligefrem en opfordring til læsning af de hedenske historier, så man den måde kunne opleve gudernes slette karaktér. Han mener på den baggrund, at den teologi, der kommer til udtryk i Yngre Edda er baseret på Romerbrevet 1:18-23. I fortælles det bl.a., at hedningene engang havde kendt den kristne gud, men siden havde vendt sig bort fra ham, for i stedet at begynde at dyrke afguder. Lindow mener, at det forklarer værkets euhemeristiske tilgang. Lindow mener desuden, at allerede de tidligste islandske skrifter, der hovedsageligt bestod af helgenvitae, kan bruges som indirekte levn til fx Thor og Odins betydning, når de beskrives som helgenernes dæmoniske hovedmodstandere i de islandske oversættelser af latinske tekster. I disse tekster, som i reglen er ældre end fx Snorres egentlige mytologiske værker, optræder også flere navne på de øvrige guder. Lindow mener, at det viser, at en omfattende viden om den hedenske mytologi var blevet overleveret i klostrene, da nogle af de karakteristika, der kendes fra den øvrige mytologiske litteratur, også findes i dem.
De fortællinger og forestillinger der knyttede sig til religionen i Norden udviklede sig over tid, og der har været store regionale forskelle. Før middelalderen var den nordiske mytologi næppe en del af en sammenhængende historisk og kulturel enhed. Først da begyndte hedninge, under stærk påvirkning af kristendommen, at forsøge at skabe religiøse institutioner, som vi kender det fra eksempelvis den kristne kultur. Mytologien var i før-kristen tid snarere en dynamisk syntese af nye og gamle forestillinger, fra et stort geografisk område, og var genstand for stadig fornyelse og gendigtning. Myter var ikke kun beretninger, billeder var parallelt med ritualer et andet vigtigt middel til at videreformidle mytologiske traditioner. Den svenske religionsforsker Anders Andrén beskriver den nordiske litteratur som kendetegnet af tableauer eller scener, der bindes sammen med korte verselinjer, dvs. der var en udpræget brug af tekstbilleder i modsætning til fx den græske episke tradition. Billedlige fremstillinger var sandsynligvis længe en helt integreret del af formidlingen af mytologien, samtidigt med at billeder har virket både styrende og begrænsende for motivvalget i fortællingerne. Det betød dog ikke, at den episke tradition var ukendt i Norden.
Myter blev også brugt indenfor en helt bestemt kontekst, dvs. de var levende elementer i et bestemt samfund og bestanddele af en særlig kultur. Den enkelte myte skal derfor tolkes i relation til den tid og det sted den blev brugt eller nedskrevet i. De sociale forhold i samfundet har f.eks. altid haft stor betydning for forståelsen og formidlingen af mytologiske fortællinger. Derfor var det sociale system i den mytiske verden en kopi af den virkelige verdens, og i Norden, hvor slægtsskabsforhold var afgørende for de sociale relationer, var de det også i myterne. Vi må derfor formode, at man i Island har genfortalt myterne på en anden måde og lagt vægt på andre elementer end man gjorde i det øvrige Norden. Kommunikation mellem landene var dog mulig, og Island var på intet tidspunkt isoleret fra det øvrige Norden. Gennem hele vikingetiden og middelalderen foregik der derfor en livlig, om end ikke regelmæssig kulturel udveksling båret af økonomiske transaktioner mellem alle landene i hele Norden. Udover de geografiske forskelle, var der også sociale variationer, da der har været forskel på hvad overklassen og hvad almuen erfarede, fx rejste kongerne ganske ofte, og havde gode internationale forbindelser. En anden væsentlig begrænsning for vores forståelse er det forhold, at de vigtigste skriftlige kilder blev til i Island i 13. til 14. århundrede, da den før-kristne religion ikke længere var levende. Trods disse forbehold er det i dag den mest udbredte opfattelse i forskningen, at der i det store billede har været en høj grad af kulturel kontinuitet i befolkninger i hele det nordiske område, og at de bevarede kilder bygger på ældre før-kristne beretninger, uden nødvendigvis at være direkte afskrivninger.

## Karakteristik i forskningshistorien
Før religionsskiftet fandtes der ikke nogen egentlige religiøse institutioner og heller ingen doktriner og kanoniske værker, derfor blev der aldrig udviklet et sammenhængende religiøst system. Den germanske religion var altså ikke nogen egentlig religion i den moderne betydning. De nordiske myter har i stedet udviklet sig fra en etnisk religion, som ikke havde haft en grundlægger, men i stedet havde sit udspring i lokale traditioner og forestillinger. Mytologien var derfor et uensartet netværk af myter og legender, som blev delt af en større befolkningsgruppe, der sprogligt dog var beslægtede med hinanden. Det betyder også, at der fandtes mange forskellige og parallelle versioner af de samme grundmyter. Denne mytologi blev i sin traditionelle form gengivet mundtligt i poetisk form. De enkelte ritualer, navne på overnaturlige væsener og fortællinger om dem fandtes ikke i en fast nedskrevet form, og de varierede derfor mellem de forskellige germanske stammer, både i tid og rum. Mytologien fungerede i sammenhæng med ritualerne, men havde i realiteten kun lidt at gøre med tro, som det kendes fra fx kristen teologi. I det før-kristne samfund var religionen mere et spørgsmål om tradition og sædvane, og om et liv i samspil med andre mennesker og naturen og de kræfter, man mente beboede den. Myterne var derfor med til at sætte ritualerne ind i en overordnet kosmologisk ramme.
En fremherskende teori i 19. århundredes evolutionistiske religionshistorie, var at religion var en metode til rationelt at forklare naturfænomener og begivenheder, men i mangel af naturvidenskabelig viden måtte man bruge overnaturlige forklaringer. Ifølge denne tilgang var de nordiske myter fortællinger om kræfterne bag det de observerede i verden omkring sig. Det ignorerer dog mytologiens sociale og psykologiske aspekter. Myterne fungerede ikke blot som forklaring på en bestemt religiøs praksis eller oprindelsen på et naturfænomen, de har haft deres eget selvstændige liv.
I det 20. århundrede har man i traditionel forskning lagt størst vægt på myternes relation til gudsdyrkelsen. Det har været en udbredt teori, at de mytologiske fortællingers funktion primært var at blive fremført og genfortalt som led i et kultdrama, hvor urtidens begivenheder blev genskabt med ord og handling. Ifølge denne teori blev kultdramaet opfattet som en nødvendighed for verdens fortsatte eksistens. Der er imidlertid intet, der tyder på, at alle myter har haft en rituel rolle. I mange tilfælde kunne de i stedet have haft en kosmologisk eller belærende funktion; ligesom de kunne bruges som eksistentielle forklaringsmodeller. De myter, som udgør den nordiske mytologi, kan derfor også betragtes som udtryk for den ideologi, der prægede den før-kristne kultur, da et andet af myternes formål var at besvare både hvordan og hvorfor verden så ud som den gjorde.
Myterne blev fortalt med udgangspunkt i gudernes verden, men guderne var symbolske repræsentanter for menneskene. Mytologien var således en afspejling af samfundsordenen, og myternes konflikter var symbolske genfortællinger af de konflikter, mytefortællerne kendte fra deres eget liv. De historier, der blev fortalt i myterne, var således ikke bare fortællinger om det store kosmologiske drama, men også om de sociale uligheder, problemer og trusler datidens mennesker oplevede. Det kunne f.eks. være det daglige slid som bonde, mænds dominans over kvinder, og at visse slægter havde større betydning end andre. På den baggrund karakteriserer den australske religionsforsker Margaret Clunies-Ross de myter, vi kender i dag, som redigerede versioner af utallige mundtlige fortællinger, der blev nedskrevet med særlige formål.
Myter og forestillinger blev brugt eller kom til udtryk ved situationer, som krævede forklaringer af mytologisk karakter. Det omfattede både dagligdags forhold, religiøse fester, kriser osv. Mytologien bar derfor præg af at blive brugt i meget forskelligartede situationer, uden der fandtes en overordnet regulerende institution. I lighed med andre af verdens mytologier var nordboernes derfor ikke logisk sammenhængende. Vikingetidens nordboer levede sandsynligvis udmærket med selvmodsigelser i deres verdensbillede, nøjagtig ligesom moderne mennesker gør. Jens Peter Schjødt forklarer det med, at en gud f.eks. ikke var et reelt væsen, men en skikkelse, som befandt sig i et semantisk rum. Det betyder, at selvmodsigende forestillinger sagtens kan eksistere ved siden af hinanden, blot de orienterer sig mod det semantiske centrum. Ud fra dette rum genereres gudens karakteristika. Som et eksemple kan nævnes at Odin altid fremstilles som den vidende, og aldrig som dum, hans klogskab kan derimod spille forskellige roller. Et andet eksempel er Loke, hvis læber i den ene myte syes sammen, mens det overhovedet ikke nævnes i den næste.

## Kosmologien
Verden var i den nordiske forestillingsverden ikke ubetinget et godt sted, den indeholdt både gode og onde egenskaber. Kosmologien var præget af frygt, og af idéen om en skrøbelig verdensorden, hvor balancen let kunne forskubbes. Truslen var kaos, repræsenteret af jætterne. Grunden var, at den var blevet skabt ved en udåd, nemlig gennem asernes drab på jætteslægtens stamfar, Ymir. Den mest fyldige beskrivelse af den før-kristne kosmologi findes i Snorre Sturlasons Gylfaginning. Snorre var imidlertid stærkt præget af både klassisk og kristen litteratur. Indflydelsen fra den brede europæiske tradition ses tydeligt i hans genfortælling af myterne. Et eksempel er de lærde middelalderlige teorier om elementlæren i hans genfortælling af de ældste tider i, og dertil etablerede han en topografi for Ginnungagap, med kulde i nord og varme i syd. Det er dog usikkert i hvor høj grad man i før-kristen tid overhovedet havde en så systematiseret verdensopfattelse. Overordnet set er mytologier sjældent logisk sammenhængende, og den nordiske adskiller sig ikke herved. Vikingetidens nordboer levede sandsynligvis udmærket med selvmodsigelser i deres verdensbillede, nøjagtig ligesom moderne mennesker gør. En gud fx, var ikke en reelt væsen, men en skikkelse, som befandt sig i et semantisk rum. Det betyder, at selvmodsigende forestillinger sagtens kan eksistere ved siden af hinanden, blot de orienterer sig mod det semantiske centrum. Ud fra dette rum generes gudens karakteristika.

## Myterne
Den store overordnede fortælling i mytologien var historien om forholdet mellem guderne og jætterne. De udgjorde yderpolerne i den kosmologiske ramme, og handlingen i de enkelte myter stammede fra spændingerne mellem dem. Det fjendtlige forhold skyldtes det første drab, og hævngerrigheden var i mange tilfælde igangsætter for konflikten i den enkelte myte. Fjendskabet mellem de to ætter ville dog først kulminere ved Ragnarok, hvor de i kamp ville udslette hinanden. Den overordnede fortælling i mytologien handlede derfor om, hvordan guderne med efterhånden mere og mere desperate midler forsøger at udskyde det uundgåelige. Aktørernes placering i det kosmologiske rum afgjorde deres roller i mytens fortælling. Verden blev opfattet som en skive, hvor gudernes hjem lå i centrum, og de øvrige væsener befolkninger deres egne hjemverdner uden om. Jætterne og de andre af gudernes fjender, var placeret i periferien længst væk fra centrum, mens menneskene levede midt i mellem. Nederst lå underverdenen, her lå bl.a. dødsriget, men det var også hjem for andre kræfter. Kollektivt optrådte guderne som skabende, styrende, rådende og bindende magter. Noget der i myterne blev udtrykt gennem ord i neutrum pluralis; fx goð, regin, rögn, bönd og höpt. De var repræsentanter for den rette verdensorden, udtrykt gennem regelbundetheden i døgnets rytme og årets regelmæssige gang med spiring, høst og vinter, år og fred, de sociale grundmønstre og loven. Det forhindrede dog ikke guderne på individuel basis, at omgå reglerne, ligesom der ikke er bevaret forestillinger om at individuelle guddomme vil reagere på krænkelser af loven, hvis det ikke berørte gudens eget funktionsområde.
I flere af myterne blev handlingen igangsat af en guds begær efter noget, der var placeret i periferien, hvilket medførte en rejse derud for at finde det. Overordnet set kunne myterne udspille sig i to forskellige planer: der var det horisontale, hvor aktørerne rejste mellem de forskellige verdener på det jordiske plan, og der var det vertikale, hvor man rejste til underverdenen. Handlinger, der involverede rejser den modsatte vej, fra periferien til det mytologiske centrum, opfattes altid som negative trusler mod verdensordenen. De gik mod den normale retning, og underminerede derfor asernes magtposition. Balancen blev altid genoprettet af gudernes handlinger, der pegede ud af. I myter, der involverede en horisontal bevægelse mellem gudernes og jætternes verden, lykkedes gudernes planer altid, det samme skete kun sjældent eller aldrig i myter, som omhandlede vertikale rejser til dødsriget og underverdenen. De blev også beskrevet som umådeligt farefulde, og indebar en risiko for, at man aldrig vendte tilbage.
Ifølge Clunies-Ross skal modsætningen mellem guder og jætter forstås som billeder på tre vigtige modsætningspar i nordboernes verdensforståelse; de var natur kontra kultur, kvindelighed kontra mandlighed og orden kontra uorden. Til gengæld var det gode og det onde ikke nødvendigvis en del af denne modsætning. De nordiske guder var ikke udelukkende gode, og deres modstandere var ikke udelukkende onde. De to ætter repræsenterede i stedet to forskellige dele af verden. Jætterne stammede fra urtiden, og havde derfor enorm styrke og besad den største indsigt i verdens indretning, mens guderne var vogtere af verdensordenen. Guderne, og især aserne, var associeret med kulturen, mens jætterne var associeret naturen. Kultur og natur blev ikke opfattet som adskilte fænomener. Derimod var kulturen forbedret natur, og var et billede på menneskets samfund. Aserne var erobrere og herskere, men de behøvede også jætternes kræfter, kundskaber, ejendele og frugtbarhed, ligesom menneskene var helt og aldeles afhængige af naturen for at overleve.
Det var guderne, der havde etablerede den kosmiske orden, og de var derved garanter for kulturelle fænomener som fx retfærdighed, lov, visdom og orden. Deres modstandere derimod var repræsentanter for naturens ukontrollabel kræfter, der bl.a. omfattede kaotiske kræfter, frugtbarhed og døden. De udgjorde dermed en konstant trussel, både mod det guderne og menneskene havde opbygget. Fortællingerne beretter derfor om kraftfulde og handlekraftige guider (aser), og om krigere i konstant kamp der var vant til ufred, plyndring og ulykker, mens gudernes modstandere konstant søgte at ændre magtbalancen i verden til deres fordel. Clunies-Ross har foreslået, at der dertil fandtes en gruppe af andre langt farligere uhyrer, der ikke tilhørte jætternes slægt, men som udgjorde deres egen. Det var dyriske væsener, som i myterne fremstilles uden motivation og forklaring af deres handlinger. Gruppen omfattede bl.a. hunden Garm, Nidhug, Midgårdsormen, gygrerne og måske endda Udgårdsloke, Surt og Muspell. Ifølge hende udgjorde de deres helt egen mytologiske gruppe, der kun repræsenterede destruktion og kaos, modsat jætterne, der også var knyttet til positive egenskaber, som fx frugtbarhed og skabelse. Andre mytologiske skikkelser var bl.a. dværge og mennesker, der dog sjældent spillede andet end en birolle i de myter som guderne optrådte i. Aserne og vanerne sørgede for lov, orden og frugtbarhed, samt gav viden om fortiden og fremtiden, inspiration til skjaldekunsten, støttede konger så de sejrede i slag og bød de døde krigere velkommen i deres rige.
Myterne blev fortalt fra gudernes perspektiv, deres hovedinteresse var opretholdelse af den sociale orden i verden, og derved deres egen magtposition. For at forhindre, at jætterne etablerede deres egen verdensorden, måtte guderne tage alle kneb i brug. Gudernes brug af vold, snyd og bedrag for at nå deres mål og besejre deres fjender kunne retfærdiggøres ved, at det var selve verdens eksistens, der var på spil. I realiteten var aserne og jætterne meget nært beslægtede, da Odins egen mor var jætte. Trods det meget tætte forhold, bliver forskellene mellem aser og jætter i meget høj grad understreget i alle myter. Det skyldes ifølge Clunies-Ross, at selvom figurerne i myterne optrådte som antropomorfiske skikkelser, så handlede fortællingerne i høj grad også om ideologi og sociale imperativer. Et vigtigt budskab i mange af myterne var fx, at kulturen var en forbedring af naturen og dens ressourcer. Man var afhængige af naturens rigdomme, men de fik først deres sande værdi i det øjeblik de blev en del af den ordnede kultur, dvs. havde fået form og funktion.

### Myter
De myter, der er overleveret til moderne tid, er blevet bevaret i forskellige former. Nogle som digte, i det der ligner en oprindelig form, andre som prosafortællinger. Hentydninger i den nordiske litteratur, viser dog, at mange myter er gået tabt. I nogle tilfælde kendes flere udgaver af samme fortælling, nogle gange fokus på forskellige episoder. Disse forskelligartede fortællinger er i nyere tid blevet samlet til en egentlig mytologi; bl.a. af den danske religionshistoriker Vilhelm Grønbech.
Grønbech har medtaget en række heltesagn, der indeholder elementer af mytologisk karaktér, og hvor der optræder guddommelige væsener. Til forskel fra gudemyterne foregik sagnene ikke i en urtid, men i en historisk fortid. I før-kristen tid var skellet mellem det religiøse og det ikke-religiøse imidlertid ikke skarpt, og de to sfærer indvirkede på hinanden. Og fordi fortællingerne om fortidens helte foregik i en mytologisk ramme, havde de en funktion indenfor den religiøse sfære.
Nedenfor følger en liste med de myter og fortællinger, Grønbech har inkluderet i sin genfortælling Nordiske myter og sagn. Listen består af Grønbechs titel, kategorisering, samt hvilke kildetekster den fortællingen er blevet konstrueret på grundlag af. Dertil er føjet en række fortællinger, der ikke er inkluderet i Grønbechs udvalg. Det drejer sig hovedsageligt om rammefortællingerne for gådelege med mytologisk indhold, eller myter der kun kendes fragmentarisk. Listen omfatter desuden en nyere kategorsiering af Clunies-Ross; hun skelner mellem horisontale myter, der indeholder en bevægelse mellem gudernes og jætternes verden, og vertikale myter, omhandler rejser til dødsriget og underverdenen. Hun mener også, at mytologien kan inddeles i fire forskellige tidsepoker; den første kaotiske skabelse, gudernes omskabelse og guldalder, den tredje historiske epoke, præget af konflikten mellem aser og jætter, og det tidsrum de fleste af gudemyterne finder sted i. Den sidste igangsættes af Balders død og afsluttes med undergangen. Den omfatter menneskenes historie.
| Titel | Grønbechs kategorisering | Clunies Ross’ kategorisering | Clunies Ross’ epoke | Hovedkilder | I Nordiske myter og sagn |
| --- | ------------------------ | ---------------------------- | ------------------- | --- | ------------------------ |
| Verdens tilblivelse | Kosmologiske myter       | Horisontal                   | 1. - 2.             | Vølvens spådom, Vafþrúðnismál, Grímnismál, Ynglingesaga. | Ja                       |
| Tors besøg hos Hymer | Tor og jætterne          | Horisontal                   | 3.                  | Hymiskviða, Gylfaginning, Ragnarsdrápa | Ja                       |
| Tor hos Udgårdsloke | Tor og jætterne          | Horisontal                   | 3.                  | Gylfaginning | Ja                       |
| Tors kamp med Hrungner | Tor og jætterne          | Horisontal                   | 3.                  | Skáldskaparmál | Ja                       |
| Tors rejse til Geirrød | Tor og jætterne          | Horisontal                   | 3.                  | Skáldskaparmál | Ja                       |
| Tor henter sin hammer hos Trym | Tor og jætterne          | Horisontal                   | 3.                  | Þrymskviða, Tor af Havsgård | Ja                       |
| Asernes og vanernes kamp | Gudemyter                | Horisontal                   | 3.                  | Vølvens Spådom, Skáldskaparmál, Heimskringla | Ja                       |
| Muren bygges om Asgård | Gudemyter                | Horisontal                   | 3.                  | Gylfaginning | Ja                       |
| Fenrisulven bindes | Gudemyter                | Horisontal                   | 3.                  | Gylfaginning, Lokasenna | Ja                       |
| Lokes væddemål med dværgene | Gudemyter                | Horisontal                   | 3.                  | Skáldskaparmál | Ja                       |
| Tjaze bortfører Idun | Gudemyter                | Horisontal                   | 3.                  | Skáldskaparmál, Haustlöng | Ja                       |
| Odin røver Suttungs mjød | Gudemyter                | Horisontal                   | 3.                  | Skáldskaparmál, Hávamál | Ja                       |
| Freyrs elskov | Gudemyter                | Horisontal                   | 3.                  | Skírnismál, Gylfaginning | Ja                       |
| Balders død | Gudemyter                | Vertikal                     | 4.                  | Baldrs draumar, Völuspá, Vafþrúðnismál, Lokasenna, Húsdrápa, Gylfaginning, Gesta Danorum                                                                                        | Ja                       |
| Lokes straf | Gudemyter                | Vertikal                     | 4.                  | Lokasenna, Völuspá, Hyndluljóð, Gylfaginning | Ja                       |
| Ragnarok | Kosmologiske myter       | Vertikal                     | 4.                  | Völuspá, Vafþrúðnismál, Helgakviða Hundingsbana II, Gylfaginning, Bergbúa þáttr                                                                                                 | Ja                       |
| Krist og de gamle guder | -                        | -                            | -                   | Heimskringla, Olav Tryggvasons saga | Ja                       |
| Vatsdølerne | Sagaer og slægtssagn     | -                            | 4.                  | Vatnsdæla saga | Ja                       |
| Vølund | Sagaer og slægtssagn     | -                            | 4.                  | Vølundkvadet, Þiðrekssaga, Deor, Waldere, Beowulf | Ja                       |
| Hading | Sagaer og slægtssagn     | -                            | 4.                  | Gesta Danorum | Ja                       |
| Hjadningekampen | Sagaer og slægtssagn     | -                            | 4.                  | Skáldskaparmál, Ragnarsdrápa, Sörla þáttr, Skíðaríma, Gesta Danorum. Deor | Ja                       |
| Amled | Sagaer og slægtssagn     | -                            | 4.                  | Gesta Danorum, Lejrekrøniken, Skáldskaparmál, Rolf Krakes saga | Ja                       |
| Uffe | Sagaer og slægtssagn     | -                            | 4.                  | Gesta Danorum. Beowulf, Historia brevis regum Dacie | Ja                       |
| Hrafnistamændene | Sagaer og slægtssagn     | -                            | 4.                  | Hrafnistumannasögur | Ja                       |
| Tyrfing | Sagaer og slægtssagn     | -                            | 4.                  | Hervararkviða, Hervarar saga ok Heiðreks | Ja                       |
| Siklingerne | Sagaer og slægtssagn     | -                            | 4.                  | Skáldskaparmál, Hversu Noregr byggðist | Ja                       |
| Skjoldungerne og Hadubarderne Kong Skjold Frodes kværn Hroar og Helge Helge og Olof Bjovulfs kamp med Grendel Hroar og Ingjald Hrolf Krake | Sagaer og slægtssagn     | -                            | 4.                  | Gesta Danorum, Skjoldungesaga, Ynglingesaga, Beowulf | Ja                       |
| Ynglingerne | Sagaer og slægtssagn     | -                            | 4.                  | Ynglingatal, Beowulf, Íslendingabók, Historia Norvegiæ, Ynglingesaga, Hversu Noregr byggðist                                                                                    | Ja                       |
| Helge Hjørvardsøn | Sagaer og slægtssagn     | -                            | 4.                  | Helgakviða Hjörvarðssonar | Ja                       |
| Ylfingerne | Sagaer og slægtssagn     | -                            | 4.                  | Helgakviða Hundingsbana I, Heimskringla , Beowulf, Widsith, Hyndluljóð, Sögubrot, Vølsungesaga                                                                                  | Ja                       |
| Vølsungerne Andvareskatten Sigmund og Signy Sigurd Fafnersbane Sigurd og Brynhild Gjukungerne og Atle Jørmunreks død                       | Sagaer og slægtssagn     | -                            | 4.                  | Vølsungesaga, Dráp Niflunga, Nibelungenlied, Helgakviða Hundingsbana I, Helgakviða Hundingsbana II, Hrómundar saga Gripssonar, Guðrúnarkviða I, II og III                       | Ja                       |
| Alvismál | -                        | Horisontal                   | 3.                  | Alvismál | Nej                      |
| Hávamál | -                        | Vertikal                     | 2.                  | Hávamál | Nej                      |
| Vafþrúðnismál | -                        | Horisontal                   | 3.                  | Vafþrúðnismál | Nej                      |
| Grímnismál | -                        | Horisontal                   | 3.                  | Grímnismál | Nej                      |
| Hárbarðsljóð | -                        | Horisontal                   | 3.                  | Hárbarðsljóð | Nej                      |
| Hyndluljóð | -                        | Horisontal                   | 3.                  | Hyndluljóð | Nej                      |
| Stærkodder | -                        | -                            | 4.                  | Gesta Danorum, Beowulf, Hervarar saga ok Heiðreks, Gautreks saga, Skáldskaparmál, lausavísa, Ynglingesaga, Sögubrot af nokkrum fornkonungum, Norna-Gests þáttr, Annales Ryenses | Nej                      |
| Regnar Lodbrog | -                        | -                            | 4.                  | Ragnarsdrápa | Nej                      |
| Rigs vandring | -                        | Horisontal                   | 3.                  | Rígsþula fra Codex Wormianus, Skjoldungesaga, Ynglingesaga | Nej                      |
| Lokes skænderi | -                        | Horisontal                   | 4.                  | Lokasenna | Nej                      |
| Heimdall og Lokes kamp om Brísingamen | -                        | -                            | 3.                  | Húsdrápa | Nej                      |

### Kosmologien
I de norrøne skrifter var skabelsesmyten fortalt som en ordning af et univers i tid og rum hvor verden blev løftet ud af et ubeskriveligt Ginnungagap. Det var den begivenhed, som fastlagde og definerede de grundlæggende regler for både samfundet og religionen. Odin var den dominerende skikkelse i skabelsesberetningen, men han gjorde det aldrig alene, og skabte aldrig ud af intet. Selvom den mandlige skaberkraft var den dominerende i fortællingerne, det betyder det nemlig ikke at den kvindelige ikke fandtes. Vægten ligger på den maskuline, udfarende og aggressive skaberkraft, mens den feminine og mere passive skubbes i baggrunden. Alligevel findes der flere tegn på, at jættekvinder også spillede en aktiv rolle i dele af skabelsesprocessen. Clunies-Ross har på den baggrund betegnet skabelsesmyten som asernes gennemtvingelse af et bestemt samfundssystem, hvor de selv, og de egenskaber, de repræsenterede, fik forrang.
I Norden kaldte man "stedet" før verdens skabelse Ginnungagap, det var et uhyre svælg, der var fyldt med energier og potentiale, men som også var uden form og orden. De første væsener i denne verden var Ymir, han beskrives som androgyn, frugtbar, men også passiv og ubevidst (sovende), det andet var koen Audhumbla, som Gro Steinsland beskriver som en repræsentant for feminin omsorg, fordi den sørger for mælk til Ymir. Af Ymir udsprang jætternes slægt, der således blev den første i verden. Fra koen stammede en anden slægt, Bures, da den slikkede ham fri af stenen. Bures slægt var aserne, kaldet Burs sønner. De havde både bevidsthed og fri vilje, og var derfor i stand til at skabe verden ud fra potentialet i Ginnungagap. Sammen med sine brødre slog Odin Ymir ihjel, og de omformede derpå hans krop, så den blev til verden, som vi kender den, med landjord, hav, himmel og bjerge. Odin byggede sin egen borg i centrum, og hans fjender blev sendt ud i mod periferien. Men Odin og asernes omskabelse var kun mulig gennem drabet på deres egen stamfar på mødrene side. Det var, som Steinsland beskriver det, et offer, der leverede materiale til verden.
Den allerførste tid efter skabelsen beskrives som en lykkelig guldalder, men den blev afbrudt af tre jættekvinders ankomst til Asgård. Det var et signal om, at guderne ikke besad den totale kontrol over verden. Clunies-Ross foreslår, at deres tilstedeværelse repræsenterede muligheden for exogame forhold, hvilket guderne imidlertid forbød, da de frygtede konsekvenserne for deres magtposition, hvis de tillod ægteskaber på tværs af slægterne. Og at de introducerede seksuel reproduktion, og dermed livet og døden.Dværgene og menneskene blev skabt for at imødegå truslen fra jætterne (se nærmere: Ask og Embla). En anden kvinde, Gullveig, der også ankommer til Asgård i urtiden, ender med at blive dræbt. Gullveigsmyten er svær at tyde, Steinsland spekulerer i, at hun måske var et aspekt af Freja som sejdudøver? Det, der kan læses ud af mytefragmentet i Vølvens spådom, er at hendes død førte til krig mellem de to gudeslægter, aser og vaner. En mands drab på en kvinde var i det nordiske samfund en niddingsdåd. Resultatet af krigen, var at vanerne også blev underlagt asernes dominans, men blev dog placeret over alle andre slægter. Denne inferiøre position skyldtes deres dumhed under fredsafslutningen, hvor de afviste de gidsler aserne udvekslede, fordi de ikke forstod deres værdi, og sendte deres egne bedste mænd, Njord og Frej, til aserne.
Der er ingen myte eller noget mytefragment, som peger hen på eksistensen forestillinger om en skabelse ex nihilo, som det fx kendes fra kristen tradition. Skabelse foregik i nordisk sammenhæng ud fra noget, der allerede eksisterede, om end i ufærdig og rå tilstand. Fokus lå derfor på håndværksmæssige færdigheder, og koncepter som inspiration og håndværk var nært forbundne. Clunies-Ross ser dette som en af grundene til, at feminin skaberkraft blev nedtonet, idet kvinder kun skabte ufærdige ting, der først fik guddommelighed gennem mandlig omskabelse.

## Undergangen
Ragnarokforestillingen går som en rød tråd gennem store dele af mytologien. Den har ganske sikkert gamle rødder, men Steinsland mener, at den i vikingetiden har fået stærkere betydning gennem påvirkning fra de kristne dommedagsforestillinger. Både fordi kristendommen i sig selv blev mere udbredt i Norden da, men også fordi eskatologi fik større betydning indenfor kristendommen i perioden omkring år 1000. Steinsland mener endvidere, at de kilder, hvor Ragnaroksmotivet dominerer stammer sandsynligvis fra miljøet omkring Ladejarlerne. Forestillingen om verdens undergang var især præget af tre motiver: Kosmiske katastrofe, sammenbruddet af den sociale orden og kampen mellem guder og jætter.
I mytologien var asernes væsentlige fordel i forhold til de andre magter deres overlegne intelligens, og ved hjælp af den, kunne de tilegne sig kundskaber og kræfter, der kunne afværge verdens skæbne, så kaosmagterne ikke fik overtaget. Efter Gullveigsepisoden fulgte imidlertid den næste katastrofe for guderne, Balders død. Det var en udstilling af gudernes ultimative magtesløshed overfor de destruktive kræfter i verden. Og det betød, at det ikke længere var muligt at standse den negative udvikling, som vil føre til det ordnede univers’ undergang. Ved det sidste slag i verden, skulle guderne stå overfor jætternes hær, der var forenet med de største og farligste uhyrer. Det var drabet på Ymir, som gav jætterne grund til hævn, for i det nordiske slægtssamfund var et drab på ét medlem af slægten et slag mod hele slægten.

## Mytologiske væsener
De mytologiske skikkelser tilhørte forskellige slægter af overnaturlige væsener, der under ét ofte blev omtalt som vætter. Nogen af dem optræder som navngivne individer i mange myter, og deres tilhørsforhold til bestemte slægter er utvetydige. Andres familieforbindelser og karaktér er mere gådefulde. Både guderne og jætterne udgjorde deres egne socialgrupper, der fungerede i parallelle samfund, der bestod af familier og klaner. Selv jætterne levede i familiemønstre, der lignede menneskenes og gudernes. Clunies-Ross mener på den baggrund, at jætterne ikke blev opfattet som egentlige kaosvæsener, da de i realiteten levede i velordnede samfund. Årsagen til konflikten mellem guder og jætter lå, ifølge hende, snarere i at aserne nægtede jætterne, at få del i deres egen magt og behandle dem som ligeværdige. I periferien af den mytologiske verden var der grupper af væsener, der tilsyneladende ingen sociale strukturer havde, fx levede de ofte som enlige forældre, og børnene havde dyreform.
I den mytologiske verden var der tre hovedgrupper, der havde hovedrollen i myterne; aser, vaner og jætter. Dertil kom subklasser af de dominerende slægter; bl.a. dværge, alfer og mennesker. Den sociale orden, der kendetegnede mytologien, svarede til den virkelige verden, her var de selvejende bønder den dominerende samfundsklasse. Den øvrige del af befolkningen, som udgjorde majoriteten og som bestod af tjenestefolk, frigivne og trælle, kunne ikke agere frit på samme måde som bondens familie, de var totalt afhængige af husherren og fruen. Jætterne fungerede ikke kun som repræsentanter for en fjendtligsindet natur, men kunne også være et billede på de ikke velstående befolkningsgrupper eller fremmede.
Den middelalderlige litteratur var særligt fokuserede på de store navngivne guders gerninger, og derfor er det såkaldt høje mytologi der er blevet bevaret til vore dage. Det betyder, at mytologien for de øvrige mytologiske magter kan være langt mere righoldig end hvad det overleverede kildemateriale bærer præg af. I flere tekster er der påvist hentydninger til mytologiske forhold omkring disse magter, der ellers er fuldkommen ukendte.

### Guderne
Guderne (norrønt: goð/guð) var en magtfuld særgruppe af overnaturlige væsener. Deres indbyrdes forhold var meget forskellige, og de spillede derfor forskellige roller i mytologien. De guder, som optrådte i myterne, var ofte personlige og navngivne, mens andre grupper var mere diffuse, ligesom jætterne hvoraf nogle få optrådte som individuelle figurer, mens andre var anonyme. Andre grupper, som fx norner, vølver, diser og valkyrier, optrådte i reglen som kollektiver, selv om enkelte af dem også optræder med navn i forskellige fortællinger. Guderne tilhørte som nævnt ovenfor to slægter, den mest magtfulde og den vi kender flest navne fra, var asernes slægt, den anden var vanernes. De to grupper besad forskellige evner og opførte sig på forskellig vis, og denne opdeling strækker sig tilsyneladende langt tilbage i forhistorisk tid.
Vaneguderne står primært for rigdom og frugtbarhed, Njord for søfart, handel og ejendom, mens hans børn Frej og Freja står for frugtbarhed og seksualitet. Vanerne, især Freja, var også associeret med sejd, en form for magi der gjorde udøveren i stand til at kontrollere andre og opnå hemmelig viden, sejd blev dog af nordboerne anset som en farlig og upassende praksis. Nogle myter beretter om en stor krig mellem de to slægter, der havde fundet sted engang i urtiden. Siden har de imidlertid indgået en fred og de tre vaneguder Njord, Frej og Freja boede i den mytologiske nutid hos aserne i Asgård; det var et resultat af en aftale om udveksling af gidsler som sikring af freden. I moderne tid er det blevet foreslået at vanerne repræsenterede en gammel indfødt religion i Norden, mens aserne blev indført sydfra, og at krigen symboliserede dette religionsskifte. Et synspunkt der dog atter stort set er blevet forladt.
Asernes slægt omfatter nogle af de mest populære og kendte guder, fx Odin og Thor. Disse to guddomme fremstår som to vidt forskellige skikkelser. Odin er en kompleks figur med mange attributter, nogle af dem hemmelighedsfulde eller endda en smule skumle. Han er den mest magtfulde figur i den nordiske mytologi, vis og kyndig udi magi, men er også forræderisk og benytter gerne bedrageri for at nå sine mål. I forklædning drager han ofte ud, enten for at tilegne sig rigdom, magi eller for at intervenere i menneskenes affærer. Han fungerer derfor også som krigsgud og støtter magtfulde krigere, selvom han til slut gerne forråder dem, så de dør og derpå kan slutte sig til ham efter døden. I sine kilder fremtræder han især som de professionelle krigeres gud og kongernes gud. Hans mest berømte våben er spyddet Gungner, hans hest er den ottebenede Sleipner og hans hjem er Valhalla, hvor han samler de bedste krigere som skal kæmpe for ham i den sidste krig Ragnarok. Thor fremstilles som en langt simplere og mindre intelligent figur, hvilket har ført til en beskrivelse af ham som en folkelig gud. Han er fysisk meget magtfuld, og bevæbnet med sit kraftigste våben, hammeren Mjølner er han et af de allerstærkeste væsener i den nordiske mytologi. Han beskytter Asgård mod angreb udefra og kæmper mod jætter og uhyrer. I nogle historier er han ledsaget af Loke, en flertydig person der i nogle tilfælde optræder som en vittig spilopmager, og andre gange som en ondsindet forræder, hvis handlinger i sidste ende vil afslutte gudernes herredømme og iværksætte Ragnarok.
De mytologiske væsener defineredes ud fra en række forskellige faktorer. Den vigtigste var oprindelse og genealogi, dvs. familieforhold. Slægtskabet havde igen betydning for deres domicil, dvs. deres position i det mytologiske landskab. Andre faktorer der karakteriserede det enkelte mytologiske individ var fysiske attributter, karakteristiske ejendele, sociale relationer og de handlinger og rejser de foretog. De magiske ejendele fungerede som eksternaliserede manifestationer af deres natur og handlinger, der både blev markeret gennem fremstillingen og brugen af dem. Gudernes ting forstærkede deres kræfter og gjorde dem næsten uovervindelige. Til aserne knyttede der sig en række begreber relateret til orden, samling og styring, fx bånd og lænker (norrønt: bönd og höpt) og rådsmagt (norrønt: rögn/regin). Det betød ikke at aserne ikke var afhængige af andre magter, som nævnt ovenfor var de ikke almægtige. Deres magt hvilede på kontrol, noget der potentielt kunne brydes. De beboede verdens centrum, hvilket betød, at deres magt blev svagere, jo længere man bevægede ud mod periferien. Længst ude ved verdens kant holdt de farligste, mest utæmmede og de ubundne magter til. Aserne var således ikke transcendente guder, der udefra styrede verden, men var selv en del af den. I en kristen helgenvita (Agatha saga) fremstilles Odins gerninger som meget lidt daddelværdige, selv for en hedning. John Lindow tolker dette som et tegn på, at guder som Odin og Freja nok blev opfattet som magtfulde skikkelser, men ikke som moralske forbilleder heller ikke i før-kristen tid.
Menneskene spillede kun en lille rolle i myterne. De blev skabt med det formål at være krigere for guderne og fylde verden ud, så jætternes territorium ikke blev stort. I sagnene havde mennesker en betydeligt større rolle. Der er mange strukturelle ligheder mellem de nordiske heltesagn og gudemyter, bl.a. i motiv valget. Sagnene har haft en funktion, der mindede om myterne, dvs. normsættende og ideologisk. Heltesagn var fortællinger om almindelige og dødelige mennesker, men som foregik på et guddommeligt plan. Selvom de giver udtryk for at finde sted i historisk tid, er de derfor rige på mytisk stof.

## Myte og ritual
Mytologien udgør i sig selv ikke et helhedsbillede af religionen, handlinger og sociale manifestationer har ligeså stor betydning. I mytiske sammenhænge blev ritualer udført med det formål at regulere og opretholde den gældende verdensorden, da guderne i myterne brugte rituelle handlinger til at overvinde deres fjender med. Når ritualer optrådte som en del af handlingen i myterne, var det målet at udskyde eller afværge den uafvendelige død. I myterne associeres ritualer således med gudernes ønske om at tilegne sig større styrke eller mentale evner, med det formål at opnå en fordel over deres fjender. De mytiske ritualer fungerede som idealiseret forbillede for de virkelige. Ved at bidrage med en mytologisk begrundelse, skabte myten en direkte forbindelse til mytisk tid, og etablerede et helligt rum, hvor nutid og urtid blev sammensmeltet gennem parallelle handlinger. Ofring var et væsentligt element i flere af myterne. Der optrådte to former for offer, enten af sig selv eller en legemesdel, eller at kollektivet ofrer en fremmed for at afværge en krise. Ofringer fungerede som et forsvar mod det ukendte, ukontrollable og uventede, som fx sygdom, hungersnød, krig osv. I myterne var ofrene antropomorfiske, men i sagaerne var det udelukkende dyr. Menneskeofringer var tilsyneladende forbeholdt konger og adel.
Den mytologi, der beskrives i Snorres middelalderlige litterære fremstillinger, bærer præg af forfatterens ønske om orden. Han har indordnet guderne efter et klassisk græsk mønster, hvor de tildeles individuelle funktioner. I heldigste fald peger de tilbage til den før-kristne kult, men det er højst usikkert. De store navngivne guder, der optræder i myterne, blev hovedsageligt dyrket i officielle sammenhænge. I dagligdagen har andre guddomme sandsynligvis haft større betydning for den enkelte. Der kan have eksisteret lokale mytologier for lokale guddomme. En af dem, Thorgerd Helgebrud, kan være overeleveret som et brudstykke i Håkon Jarls saga. De nordiske myter blev ikke nødvendigvis fremført som egentlige skuespil, selvom deres komposition viser indikationer i den retning, fx i form af middelalderlige levn til lyriske og rytmiske fortællinger. Desuden er der hentydninger til brugen af sange i forbindelse med ritualer hos Adam af Bremen.

## Efterliv
I renæssancen opstod den første akademiske interesse for den før-kristne nordiske mytologi i kølvandet på den klassiske interesse i det øvrige Europa. I den sammenhæng blev Saxo Grammaticus' Gesta Danorum første gang oversat til dansk i 1514. I årene derefter begyndte indsamlingen af islandske manuskripter fra middelalderen, og de første bearbejdninger af den ældre islandske litteratur blev udgivet. I 1555 udgav Olaus Magnus sit værk Historia de gentibus septentrionalibus om Nordens folkeliv. Og i 17. århundrede blev de første videnskabelige studier af norrøn mytologi offentliggjort. Ole Worm var pioner i den forbindelse, og hans arbejde fik derfor stor indflydelse længe efter. I samme periode blev eddadigtene oversat til latin, Peder Resens Edda Islandorum fra 1665 var særlig prominent. Den og andre oversættelser øgede kraftigt kendskabet til den hedenske nordiske mytologi udenfor Norden. Med den romantiske bølge fik vikingernes mytologi et folkeligt gennembrud, og har i nyere tid især spillet en prominent rolle i nationalromantiske sammenhænge, ved f.eks. i digtning og historieskrivning at hævde en særlig nordisk egenart. Denne strømning kan bl.a. genfindes i den danske nationalsang Der er et yndigt land, hvor der er en reference til Freja, og i det danske militær, hvor militærbaser i udlandet navngives med udgangspunkt i mytologien; i Irak: Camp Yggdrasil, Camp Danevang og Camp Einherjer, og i Afghanistan: Camp Viking.
Et andet resultat af den øgede folkelige interesse i hedensk mytologi var fremvæksten af rekonstruktionistiske neopaganistiske bevægelser i begyndelsen af 20. århundrede. En af de mest fremtrædende i denne periode var den tysk-østrigske okkultist Guido von List. Denne tidlige bevægelse blev efter anden verdenskrig delvist kompromitteret af relationer til nazismen. Siden 1970'erne har der i både Europa og USA været en genopblomstring af neopaganisme, hovedsageligt manifesteret i asetrosfælleskabet, fx Forn Siðr i Danmark.

### Moderne kultur
Nordisk mytologi fik en fornyet opblomstring i litteraturen og kunsten i tilknytning til den romantiske strømning i 19. århundrede. I Danmark har især N.F.S. Grundtvig haft stor indflydelse på den folkelige opfattelse af mytologien, mens det internationalt især har været Richard Wagners brug af litterære temaer fra mytologien i sin operacyklus Der Ring des Nibelungen, der har haft betydning for kendskabet.
I 1900-tallet har fantasy-litteraturen været stærkt influeret, hovedsageligt pga. J.R.R. Tolkiens værker; særligt det posthume værk Silmarillion var stærkt påvirket af nordeuropæiske myter og legender. Men det har især været hans roman trilogi Ringenes Herres popularitet, der lagt grunden for den store udbredelse af figurer baseret på væsener fra nordisk mytologi, fx dværge, elvere og jætter i fantasygenren. Sidenhen har den også været inspirationskilde til værker i andre litterære og populærkulturelle genrer. I Danmark har Peter Madsens tegneserie Valhalla vundet stor popularitet, ligesom Lars-Henrik Olsen romanserie om Erik Menneskesøn. I USA og internationalt har bl.a. Marvel Comics' The Mighty Thor og American Gods og The Sandman af Neil Gaiman vundet stor udbredelse.
Indenfor heavy metal er elementer af norrøn mytologi tilbagevendende temaer hos bands som Manowar og Amon Amarth. Og i Skandinavien er der opstået en hel genre kaldet Viking metal, hvor sange og album baseres på myter og eddadigte.
I spilverdenen findes der referencer til mytologien i adskillige titler, heriblandt World of Warcraft, Age of Mythology, Final Fantasy, Ragnarok Online og Tomb Raider Underworld.